# Trockenturm Wehrsdorf

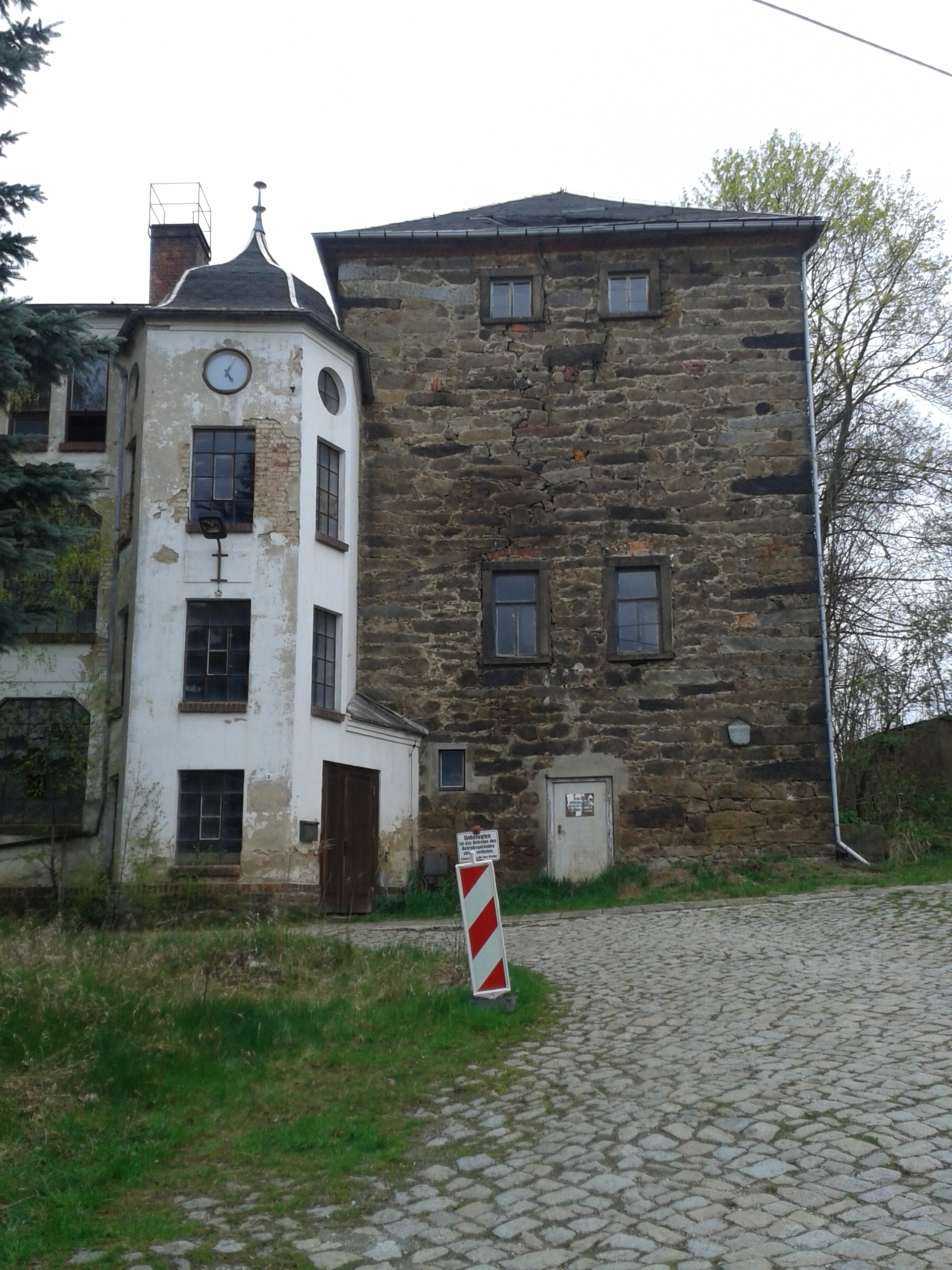
Trockenturm Wehrsdorf (Zustand 2014)

Der Trockenturm Wehrsdorf ist ein Gebäude im Ortsteil Wehrsdorf der sächsischen Gemeinde Sohland an der Spree. Der Turm aus Granit-Haustein steht unter Denkmalschutz.

## Geschichte
Der Turm wurde 1858 durch den Bleicher und Leinwandhändler Johann Gottlob Böhme erbaut. Er ist ein bauliches Zeugnis für den einst größten und wichtigsten Bleichbetrieb in Wehrsdorf, die Fa. J. G. Böhme und zugleich den ersten Industriebau im Ort. Die rasch zunehmende Produktivität und Mechanisierung der Weberei stellte die nachfolgenden Gewerke der Textilveredlung vor große Herausforderungen. Mit dem Turm sollte die herkömmliche zeitaufwendige und witterungsabhängige Rasenbleiche durch ein industrielles Verfahren, die sogenannte Dampfbleiche, ersetzt werden. Dabei wurden im Turm lange Stoffbahnen in Schlaufen aufgehängt und mit Heißluft bzw. Dampf getrocknet bzw. gebleicht. Das Verfahren hat sich jedoch in dieser Art nicht bewährt.
Noch vor 1900 erfolgte die Umnutzung des Turms zur Weberei. Schlesische Weber fertigten feine Damaststoffe auf Handwebstühlen. Um 1910 wurde ein Fabrikgebäude neu errichtet und der Turm in die Produktionsstätte der Knopffabrik "J. G. Böhme Nachfolger" - Herstellung von Metall- und Wäscheknöpfen unter dem Markennamen „Columbia“ einbezogen.
Ab 1954 wurde der Standort als überregionale Ausbildungsstätte für Tischler und Holzfacharbeiter im Betriebsverbund der Möbelwerke Hellerau genutzt. Bis 1995 sind hier über 1000 Lehrlinge ausgebildet worden. 1995 erfolgte die Privatisierung und Stilllegung des Standortes.
Im Jahr 2013 wurde die Gemeinde Sohland an der Spree Eigentümerin der Immobilie und plante den Bau einer Kindertagesstätte. Der zum Zeitpunkt des Baubeginns desolate Turm wurde entkernt und in der Höhe zum Teil rückgebaut. Im Erdgeschoss entstanden der Foyerbereich mit Abstellräumen für Kinderwagen und Fahrräder. Das Obergeschoss beherbergt einen Mehrzweckraum. Die Einbeziehung des Turmes in der jetzigen Form ist ein Kompromiss zwischen geplantem Abriss aus wirtschaftlicher Sicht und dem Wunsch zum Erhalt nach denkmalpflegerischen Aspekten. Am 4. Januar 2016 fand die Eröffnung der Kindertagesstätte mit 86 Plätzen statt.